# Katholieke Universiteit Leuven campus Brussel
Cet article possède un paronyme, voir Université de Bruxelles.
 (septembre 2022).

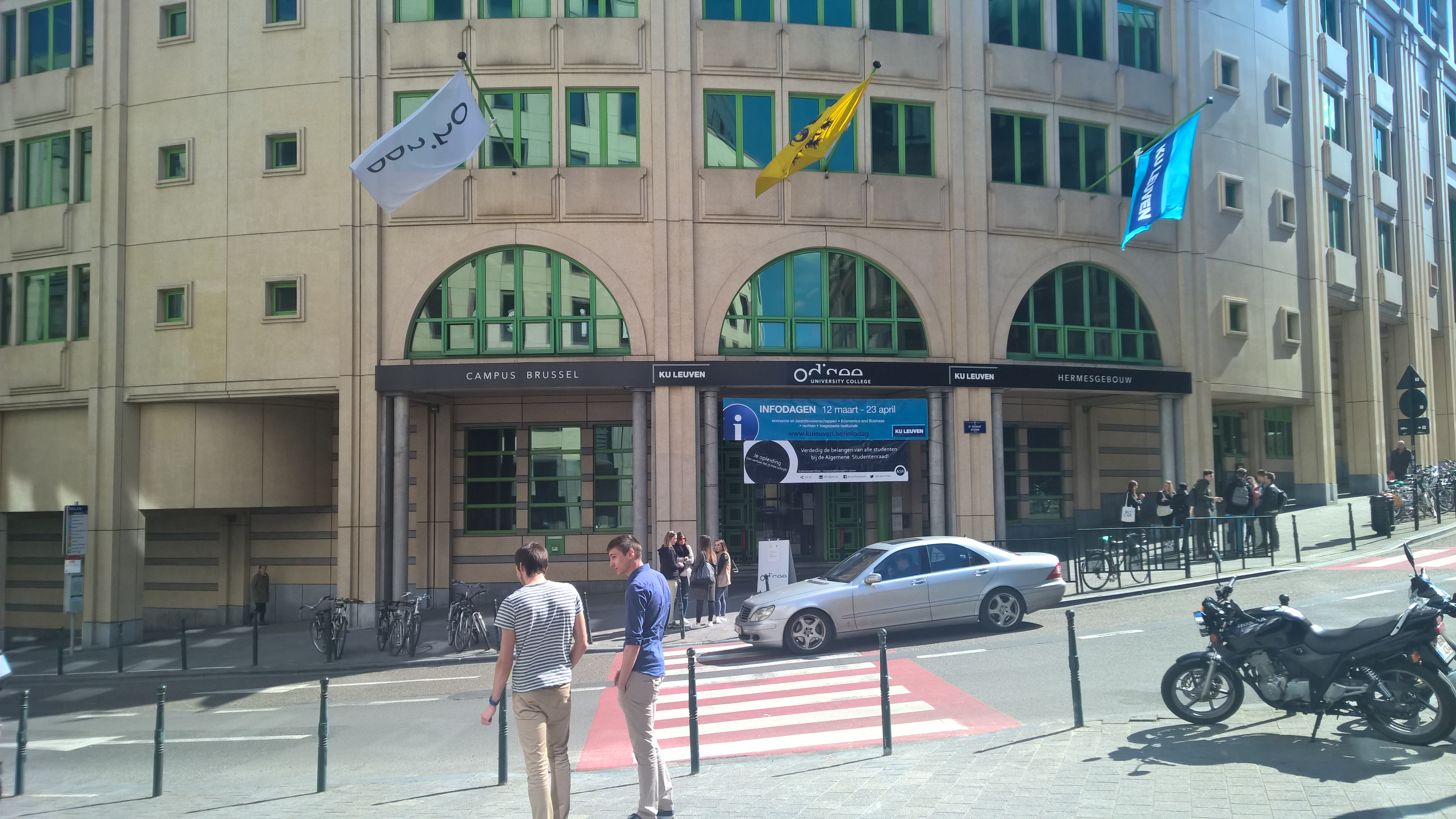
Bâtiment partagé par la KU Leuven campus Bruxelles et Odisee

Le Campus Brussel ou Campus de Bruxelles est un campus de la KU Leuven à Bruxelles. Le campus est situé dans le centre de la capitale belge au coin de la rue Montagne aux Herbes potagères, à 500 mètres de son pendant francophone, l'UCLouvain Saint-Louis - Bruxelles, duquel il est issu. À proximité du campus se trouvent la Banque nationale de Belgique et la Cathédrale Saints-Michel-et-Gudule. Les formations y sont organisées par les facultés d'économie, de lettres et de droit.

## Histoire

### EHSAL et UFSAL
L'economische Hogeschool Sint-Aloysius (EHSAL) fut fondé simultanément à la Haute école de commerce Saint-Louis (HEC Saint-Louis, aujourd'hui l'ISC Saint-Louis) en 1925 en tant que sa filière néerlandophone, au sein de la Faculté universitaire Saint-Louis, elle-même fondée en 1858 par des membres de l'université de Louvain. Il s'agissait de la première école de commerce néerlandophone de Belgique, et l'EHSAL fut le seul département de la Faculté Saint-Louis à offrir ses cours en néerlandais. L'arrêté royal du 17 juillet 1937 autorisa l'EHSAL et HEC Saint-Louis de dispenser des programmes de licence en sciences commerciales.
En 1969, les Facultés universitaires Saint-Louis (devenues plurielles) entament leurs premières formations universitaires en néerlandais. L'institution se renomme alors Facultés universitaires Saint-Louis - Universitaire Faculteiten Sint-Aloysius. En 1973, la séparation juridique intervient, et les UFSAL se séparent des FUSL. Les FUSL conservent l'ensemble de leurs bâtiments et en inaugurent un nouveau, le Marais 109, alors que les UFSAL, avec l'EHSAL, déménagent à quelques centaines de mètres, toujours dans la rue du Marais.
L'EHSAL est ensuite confirmée comme institution de niveau universitaire : à partir de 1969, il s'agit de la seule haute-école néerlandophone de Belgique qui, tout comme l'ISC Saint-Louis et l'ICHEC, est autorisée à délivrer le diplôme d'ingénieur commercial.
Les Universitaire Faculteiten Sint-Aloysius (UFSAL) prennent le nom d'université catholique de Bruxelles (KUBrussel) en 1991.
Le 23 septembre 2002, l'EHSAL fusionne avec l'IRIS Hogeschool Brussel et de la haute-école catholique de Bruxelles (KHB), tout en conservant son nom.

### HUB
Lors de l'année académique 2007-2008, les départements VLEKHO (Vlaamse Ekonomische Hogeschool) et HONIM (Hoger Onderwijs Imelda) de la Hogeschool voor Wetenschap & Kunst sont transférés à l'EHSAL. La coopération existante entre EHSAL et de la KUBrussel est alors renforcée à nouveau avec la création d'une dénomination commune Hogeschool-Universiteit Brussel (HUB). De ce fait, un an plus tard, l'EHSAL conserve son acronyme mais en modifie le sens en devenant l'Europese Hogeschool Sint-Aloysius, et se dénomme HUB-EHSAL. La KUBrussel modifie également son nom en HUB-KUBrussel. La formation "T. E. W.", de la KUBrussel est transférée dans le programme en sciences commerciales de l'EHSAL qui, initialement, devint un double diplôme  "T. E. W./Commerciale".
L'EHSAL Management School (EMS), qui organise dès lors des postgraduats, devient la première école de commerce mélangeant haute-école (aujourd'hui Odisee) et université (aujourd'hui la KU Leuven) en Belgique néerlandophone.

### KU Leuven et Odisee
En raison de la diminution continue du nombre d'étudiants, KUBrussel est intégrée dans la Katholieke Universiteit Leuven en 2013. Du projet "HUB" reste ne reste plus que la partie HUB-EHSAL. De surcroît, durant la même année, les formations académiques (c'est-à-dire les formations de type long, délivrant un master) de l'EHSAL (sciences commerciales) sont aussi rajoutées au programme de la KU Leuven. En raison de la perte des programmes de master, la haute-école HUB-EHSAL dut trouver un nouveau partenaire. Une fusion avec l'Erasmushogeschool Brussel, pourtant d'origine laïque et reliée à la VUB, était évidente, mais ne fut pas autorisée à la suite des accords stricts au sein de l’Associatie KU Leuven. Le 1er janvier 2014, la HUB-EHSAL fusionne officiellement avec la Katholieke Hogeschool Sint-Lieven (établie en Flandre), fondant la haute-école Odisee.
La KU Leuven campus Brussel et Odisee partagent à nouveau le même campus, le même que celui de l'EHSAL et des UFSAL en 1973.

## La KU Leuven campus Bruxelles
La KU Leuven campus Brussel est constituée en 2013 par l'inclusion des programmes d'études de la HUB-KUBrussel à la KU Leuven et de l'intégration de certains programmes de l'HUB-EHSAL dans la KU Leuven. Le recteur devient celui de la Katholieke Universiteit Leuven, Luc Sels.
Les facultés fusionnent avec celles de l'université louvaniste, dont 4 sont alors présentes à Bruxelles:
- Faculté d'économie et de gestion (doyen du campus bruxellois : Johan Eyckmans[5])
- Faculté de lettres (doyen du campus bruxellois : Lieven Buysse[6],)
- Faculté de droit (doyen du campus bruxellois : Bert Keirsbilck[7])
- Faculté des sciences sociales (doyen du campus bruxellois : Lieven Buysse[8])

En fin de compte, il s'agit des 4 mêmes facultés néerlandophones qui se sont séparées des Facultés universitaires Saint-Louis en 1973, et qui sont toujours présentes au sein de l'UCLouvain Saint-Louis - Bruxelles voisine, université désormais absorbée par l'UCLouvain. Les cours en français des programmes bilingues de la KU Leuven campus Brussel sont donnés à Saint-Louis.

## Formations
- Faculté des sciences économiques et en administration des affaires
  - Bachelier et master en administration des affaires (mba)
  - Bachelier et Master en administration des affaires
  - Bachelier et Master en ingénierie commercial
  - Bachelier et Master en managment environnemental
  - Master complémentaire en affaires internationales de l'économie et de la politique de l'entreprise
  - Master en affaires internationales de l'économie et de la gestion
  - La formation spécifique des enseignants
- Faculté des arts
  - Bachelier en langue et littérature
  - Bachelier en linguistique appliquée
  - Master en traduction
  - Master en interprétation
  - Master en communication multilingue
- Faculté de sciences social
  - Master en journalisme
- Faculté de droit
  - Master complémentaire en droit des sociétés
  - Master complémentaire en droits de propriété intellectuelle
  - Bachelier en droit

## Personnes

### Professeurs et scientifiques
- Herman Van Rompuy, ancien Président du Conseil européen, l'ex-Premier ministre, ministre et de président de la chambre
- Rudy Aernoudt, ancien chef de cabinet de la ministre flamande de l'Économie,
- Hugo Schiltz†, ancien avocat, un ministre d'état, président VU
- René Stockman, supérieur général de la congrégation pontificale des Frères de la charité